# The Rise of Nine
The Rise of Nine (no Brasil, A Ascensão dos Nove; em Portugal, A Ascensão do Nove) é um romance de ficção científica e ação — o terceiro da série Os Legados de Lorien, escrita por Pittacus Lore (pseudônimo de James Frey e Jobie Hughes). Foi lançado em 21 de Agosto de 2012 nos Estados Unidos, e no Brasil foi lançado em 18 de Outubro de 2012. O livro é o primeiro da série que não foi escrito por Jobie Hughes, que saiu do projeto antes mesmo do término de "O Poder dos Seis" que foi revisado por outro escritor.

## Sinopse
Antes de encontrar John Smith, o Número Quatro, eu estava sozinha, lutando e me escondendo para continuar viva.
Juntos, somos ainda mais poderosos. Mas isso só vai durar até precisarmos nos separar para localizar os outros.
Fui até a Espanha em busca da Número Sete e encontrei mais do que esperava: um décimo membro da Garde, que conseguiu escapar vivo de Lorien. Ella é mais jovem que o restante de nós, mas igualmente corajosa. Agora estamos à procura dos outros — de John inclusive.
E eles também.

"O Número Um foi capturado na Malásia.
O Número Dois, na Inglaterra.
E o Número Três, no Quênia.
Fui capturada em Nova York, mas escapei.

Eu Sou a Número Seis.

Eles querem terminar o que começaram.
Mas, antes, terão que lutar."

## Personagens da série
- John Smith / Número Quatro - É o protagonista de Eu Sou o Número Quatro — o primeiro livro da série. Também narra a segunda metade de O Poder dos Seis e parte de A Ascensão dos Nove É o quarto membro da Garde de Lorien.
- Número Seis - É uma dos narradores de A Ascensão dos Nove. Sexto membro da Garde de Lorien.
- Sam Goode - Melhor amigo e maior aliado de John, em sua luta pela sobrevivência. Atualmente prisioneiro dos morgadorianos
- Sarah Hart - Namorada humana de John.
- Marina / Número Sete - Narra parte de O Poder dos Seis e de A Ascensão dos Nove. É o sétimo membro do Garde de Lorien.
- Ella / Número Dez - Melhor amiga de Marina. Ela é o décimo membro da Garde de Lorien. Tem a capacidade de alternar entre as idades além de possuir Telepatia, ou seja, se comunica com os outros membros da Garde através de pensamento.
- Crayton - Pai de criação de Ella. Ajuda Marina quando sua Cêpan morre em O Poder dos Seis.
- Número Nove - Nono membro da Garde de Lorien. É resgatado por John de uma cela morgadoriana.
- Número Oito - Oitavo membro da Garde de Lórien na série. Antes de ser encontrado, era tido por alguns seguidores como Vishnu, dinvidade indiana.

## Resumo
O livro começa do ponto de vista de Número Seis, que com Marina, Ella e Crayton estão embarcando em um avião a caminha da Índia, baseado em boatos na internet de um garoto que possui poderes especiais e que de acordo com indianos, é a encarnação do deus Vishnu na Terra. Mas o grupo acredita que este garoto seja um outro membro da Garde, e vão à sua procura. Paralelamente, John (Número Quatro) e Nove estão fugindo dos mogadorianos e do FBI. John se culpa por ter "abandonado" Sam na caverna dos mogadorianos, e quer voltar até lá para resgatá-lo, mas Nove o impede veementemente. Os dois brigam bastante, mas John está fraco e acaba cedendo. Seis e seu grupo chegam à Índia, e descobrem que o misterioso garoto é na verdade o Número Oito. Eles passam por muitos desafios para chegar até ele, até que conseguem encontrá-lo. Oito diz que vive ali desde a morte de seu Cêpan, Reynolds, e acabou se disfarçando do deus indiano para se livrar da solidão. Mas reconhece seu dever como lorieno e acompanha o grupo embusca dos outros membros da Garde. Antes que consigam escapar, são surpreendidos pela chegada dos mogadorianos, e na luta, Crayton acaba morrendo. Oito acha que pode tirá-los de lá com o seu Legado de teleporte, mas seu poder não é completamente desenvolvido, e Seis acaba se separando do grupo indo parar sozinha no meio de um deserto no Novo México. Lá, andando sozinha, ela vai parar na base do governo norte-americano e é mantida presa pelos agentes (que agora estão unidos com os mogadorianos contra os lorienos). Com um tablet que John pegou do pai de Sam em Paradise, ele consegue descobrir a localização dos outros lorienos, e vê que um membro da Garde está próximo dele. Rapidamente John e Nove seguem para o Novo México para encontrá-lo. Marina, Oito e Ella também se dirigem para lá atrás de Seis. Ella desenvolve o legado da telepatia e consegue se comunicar com John para que possam se encontrar e salvar Seis. Com isso, Quatro, Sete, Oito, Nove e Dez se reúnem e mais fortes que nunca, lutam contra mogadorianos e agentes do FBI ao mesmo tempo. Seis, que havia perdido a luta contra Setrákus Ra, acaba sendo presa, e não participa da luta junto a seus colegas, mas nem precisa, pois juntos, os lorienos conseguem afugentar todos os mogadorianos da base, e libertam Seis. O livro termina aqui, com todos os membros da Garde (que ainda vivem) juntos, menos o Número Cinco, eles estão confiantes para lutar e voltar para Lorien.

## Críticas
Booklist: "Incrivelmente Instigante"
Publishers Weekly: "Com muita ação"